# Embalse de Compuerto
El embalse de Compuerto es un embalse situado en el municipio de Velilla del Río Carrión en la provincia de Palencia, comarca Alto Carrión en España.
Su presa se encuentra a la altura del pueblo de Otero de Guardo, y fue finalizada en el año 1960, con una capacidad de 95 millones de metros cúbicos de agua.
Los embalses del río Carrión y los dos de Cervera de Pisuerga se sitúan dentro del parque natural Montaña Palentina. Todos ellos forman parte de la llamada "Ruta de los Pantanos", que recibe cada año la visita de miles de turistas atraídos por sus espectaculares parajes de montaña.

## Datos técnicos

### Características de la presa y del embalse
- Municipio: Velilla del Río Carrión
- Río: Carrión
- Tipo de presa: gravedad
- Año de construcción: 1960
- Superficie: 376 has

### Datos de agua embalsada
A fecha 5 de diciembre de 2006, el agua embalsada era:
- Capacidad embalse: 95 hm³
- Agua embalsada: 84 hm³ (88,42%)
- Variación sem. anterior: 7 hm³ (7,37%)
- Agua embalsada (2005): 22 hm³ (23,16%)
- Agua embalsada (media 7 años): 37 hm³ (39,25%)